# Ignacio Walker
Ignacio Walker Prieto (Santiago, 7 de enero de 1956) es un abogado, politólogo, investigador, académico y político chileno, miembro del Partido Demócrata Cristiano (PDC), del cual ejerció como su presidente entre 2010 y 2015. Ha sido diputado de la República en representación del distrito n.º 10 durante dos periodos consecutivos, desde 1994 hasta 2002; ministro de Relaciones Exteriores en el mandato del presidente Ricardo Lagos (2004-2006), y senador por la Circunscripción 5, Región de Valparaíso en el periodo legislativo 2010-2018.

## Biografía

### Primeros años y familia
Hijo mayor del abogado y empresario, Ignacio Joaquín Walker Concha, fallecido en 2001, e Isabel Sally Margarita Prieto Vial, primera regidora de la Democracia Cristiana (DC) en Pirque, tiene ocho hermanos, tres de los cuales son políticos —Patricio, Matías y Antonio Walker—, mientras que los otros seis —Pedro, Tomás, Juan, Francisco y María Isabel— se dedican a las profesiones liberales y a los negocios. Su abuelo, Horacio Walker, fue fundador de la DC, senador, ministro de Justicia y Relaciones Exteriores y embajador. Su bisabuelo Joaquín Walker Martínez tuvo asimismo un escaño en la cámara alta chilena.
El 22 de marzo de 1980 se casó con la cantante Cecilia Echenique (hermana de Marcos Echenique, que falleció en 2001 y que, a su vez, era marido de la hermana de Walker). El matrimonio tiene tres hijos: Elisa (abogada), Ignacio (cineasta) y Benjamín (músico).

### Estudios
Su infancia transcurrió en Pirque, donde vivió ocho años. Realizó los estudios primarios y secundarios en el Saint George's College (1962-1973) y los superiores en la Facultad de Derecho de la Universidad de Chile, donde se tituló de abogado en 1980; más tarde se doctoró en ciencias políticas en Princeton, Estados Unidos (1982).

### Vida laboral
Trabajó en diversos ámbitos: como abogado de la Vicaría de la Solidaridad (1979-1982) —"la época más difícil y más feliz de mi vida"—, como investigador asociado y presidente de la Corporación de Investigaciones Económicas para América Latina (Cieplan) y como profesor de las universidades Católica y de Chile, entre otras. Fue también director del magíster de ciencias políticas de la Andrés Bello.
Entre 1989 y 1990, dirigió la Asociación Chilena de Ciencias Políticas. A partir de ese último año y hasta 1993, asumió la jefatura de la División de Relaciones Políticas e Institucionales del Ministerio Secretaría General de la Presidencia.
Entre 2007 y 2008, fue profesor e investigador visitante de la Universidad de Princeton en Estados Unidos.
Actualmente está haciendo clases en la Pontificia Universidad Católica de Valparaíso sobre historia de Chile y su proceso político.

## Trayectoria política

### Inicios
Militante de la Democracia Cristiana, en 1990 se convirtió en asesor político del presidente Patricio Aylwin. Entre 1990 y 1993, representó al Gobierno ante el Consejo de la colectividad. Asimismo, entre 1991 y 1993, fue electo delegado a la Junta Nacional.

### Diputado
En las elecciones parlamentarias de diciembre de 1993, fue electo diputado por el distrito N.° 10, correspondiente a las comunas de; Cabildo, Hijuelas, La Calera, La Cruz, La Ligua, Nogales, Papudo, Petorca, Puchuncaví, Quillota, Quintero y Zapallar (Región de Valparaíso), por el periodo legislativo 1994-1998. Integró las Comisiones Permanentes de Defensa Nacional, y de Relaciones Exteriores, Asuntos Interparlamentarios e Integración Latinoamericana.
En las parlamentarias de 1997, obtuvo su reelección por el mismo distrito (periodo 1998-2002). Participó en las Comisiones Permanentes de Constitución, Legislación y Justicia; y de Defensa Nacional.

### Canciller de Ricardo Lagos
El 1 de octubre de 2004, el presidente Ricardo Lagos lo designó ministro de Relaciones Exteriores en reemplazo de Soledad Alvear, que había renunciado para lanzar su precandidatura presidencial.
En ese puesto le correspondió hacerse cargo de la cumbre del Foro de Cooperación Económica Asia-Pacífico (Apec) celebrada en Chile en 2004, así como enfrentar eventos que resucitaron las fricciones con los países vecinos, como la crisis de abastecimiento de gas natural desde Argentina y los constantes conflictos con Perú: el caso de los grafiteros chilenos detenidos en Cuzco, el diferendo por el límite marítimo (que terminó en un arbitraje internacional) y la llegada del expresidente Alberto Fujimori a Santiago.

### En el Senado
Consiguió convertirse en senador por la Circunscripción de Valparaíso Cordillera en las elecciones parlamentarias de diciembre de 2009, tras superar a Nelson Ávila, Carlos Ominami y Marcelo Forni (periodo 2010-2018). Asumió su cargo en el Parlamento el 11 de marzo de 2010.
Cinco meses después, en agosto, se alzó como presidente de su colectividad tras vencer, por amplio margen, al ministro de Relaciones Exteriores 2009-2010 Mariano Fernández y al dirigente comunitario Leonel Sánchez Jorquera, por un periodo de dos años. En marzo de 2013 consiguió la reelección al frente de la DC, por estrecho margen, tras superar al diputado Aldo Cornejo y al propio Sánchez, por otro periodo de dos años, dejando la dirigencia el 27 de abril de 2015.
En 2014 integra las comisiones permanentes de Educación, Cultura, Ciencia y Tecnología; de Obras Públicas; y de Vivienda y Urbanismo. En 2015 se mantiene en la Comisión Permanente de Educación, Cultura, Ciencia y Tecnología.

### Actividades posteriores
En las elecciones parlamentarias de 2017 compitió por un escaño para senador por la 6 °Circunscripción (Valparaíso), buscando la reelección (periodo 2018-2026), pero fue derrotado.

## Condecoraciones

### Condecoraciones extranjeras
- Gran Cruz de la Orden El Sol del Perú ( Perú, 10 de diciembre de 2004).[12]
- Gran Cruz de la Orden del Infante Don Enrique ( Portugal, 22 de noviembre de 2005).[13]

## Obras
Se ha destacado como autor de libros y artículos en revistas académicas especializadas de Chile, Estados Unidos, España, Francia, Brasil, Gran Bretaña y Uruguay. Entre las que destacan: Comparative Politics, Foreign Affairs, Dissent, Estudios Públicos, Estudios Internacionales y Revista de Ciencia Política.
- Socialismo y democracia: Chile y Europa en perspectiva comparada, Cieplan-Hachette, Santiago, 1990
- Familia y divorcio: Razones de una posición, junto con Mariana Aylwin; Los Andes, Santiago, 1996
- El futuro de la Democracia Cristiana, Ediciones B, Grupo Z, Santiago, 1999
- Democracia en América Latina: entre la esperanza y la desesperanza, Uqbar editores, Santiago, 2009. También publicado en inglés como Democracy in Latin America: between hope and despair, Notre Dame Press, Indiana, Estados Unidos, 2013
- La democracia que queremos, el Chile que soñamos, JC Sáez editor, Santiago, 2015

## Historial electoral

### Elecciones parlamentarias de 1993
- Elecciones parlamentarias de 1993, para el Distrito 10, Cabildo, La Calera, Hijuelas, La Cruz, La Ligua, Nogales, Papudo, Petorca, Puchuncaví, Quillota, Quintero y Zapallar[14]

### Elecciones parlamentarias de 1997
- Elecciones parlamentarias de 1997, para el Distrito 10, Cabildo, La Calera, Hijuelas, La Cruz, La Ligua, Nogales, Papudo, Petorca, Puchuncaví, Quillota, Quintero y Zapallar[15]

### Elecciones parlamentarias de 2001
- Elecciones parlamentarias de 2001, para la Circunscripción 5, Quinta Cordillera (Cabildo, Calle Larga, Catemu, Hijuelas, La Calera, La Cruz, La Ligua, Limache, Llaillay, Los Andes, Nogales, Olmué, Panquehue, Papudo, Petorca, Puchuncaví, Putaendo, Quillota, Quilpué, Quintero, Rinconada, San Esteban, San Felipe, Santa María, Villa Alemana, Zapallar) [16]

### Elecciones parlamentarias de 2009
- Elecciones parlamentarias de 2009, para la Circunscripción 5, Quinta Cordillera (Cabildo, Calle Larga, Catemu, Hijuelas, La Calera, La Cruz, La Ligua, Limache, Llaillay, Los Andes, Nogales, Olmué, Panquehue, Papudo, Petorca, Puchuncaví, Putaendo, Quillota, Quilpué, Quintero, Rinconada, San Esteban, San Felipe, Santa María, Villa Alemana y Zapallar)[17]

### Elecciones parlamentarias de 2017
- Elecciones parlamentarias de 2017 para Senador por la 6° Circunscripción, Región de Valparaíso (Algarrobo, Cabildo, Calle Larga, Cartagena, Casablanca, Catemu, Concón, El Quisco, El Tabo, Hijuelas, Isla de Pascua, Juan Fernández, La Calera, La Cruz, La Ligua, Limache, Llaillay, Los Andes, Nogales, Olmué, Panquehue, Papudo, Petorca, Puchuncaví, Putaendo, Quillota, Quilpué, Quintero, Rinconada, San Antonio, San Esteban, San Felipe, Santa María, Santo Domingo, Valparaíso, Villa Alemana, Viña del Mar, Zapallar)[18]